# Petacciato
Petacciato é uma comuna italiana da região do Molise, província de Campobasso, com cerca de 3.397 habitantes. Estende-se por uma área de 34 km², tendo uma densidade populacional de 100 hab/km². Faz fronteira com Guglionesi, Montenero di Bisaccia, Termoli.

## Demografia
| Variação demográfica do município entre 1861 e 2011                               |
|                                                                                   |
| Fonte: Istituto Nazionale di Statistica (ISTAT) - Elaboração gráfica da Wikipedia |